# Kreuzholzstapel

Kreuzholzstapel

Ein Kreuzholzstapel (im Englischen box crib und als Fachbegriff einfach nur crib von verzimmern) bezeichnet einen (meistens temporär errichteten) Stapel aus überkreuz gelegten Holzbohlen (Rüstholz) wie er unter anderem im Katastrophenschutz und bei anderen Hilfsorganisationen wie dem Technischen Hilfswerk (THW) und der Feuerwehr zur Abstützung schwerer Lasten genutzt wird.
Der Kreuzholzstapel kann nur sehr geringe Scherkräfte aufnehmen und eignet sich nur für senkrecht einwirkende Kräfte bzw. Lasten von oben.

## Baumaterial

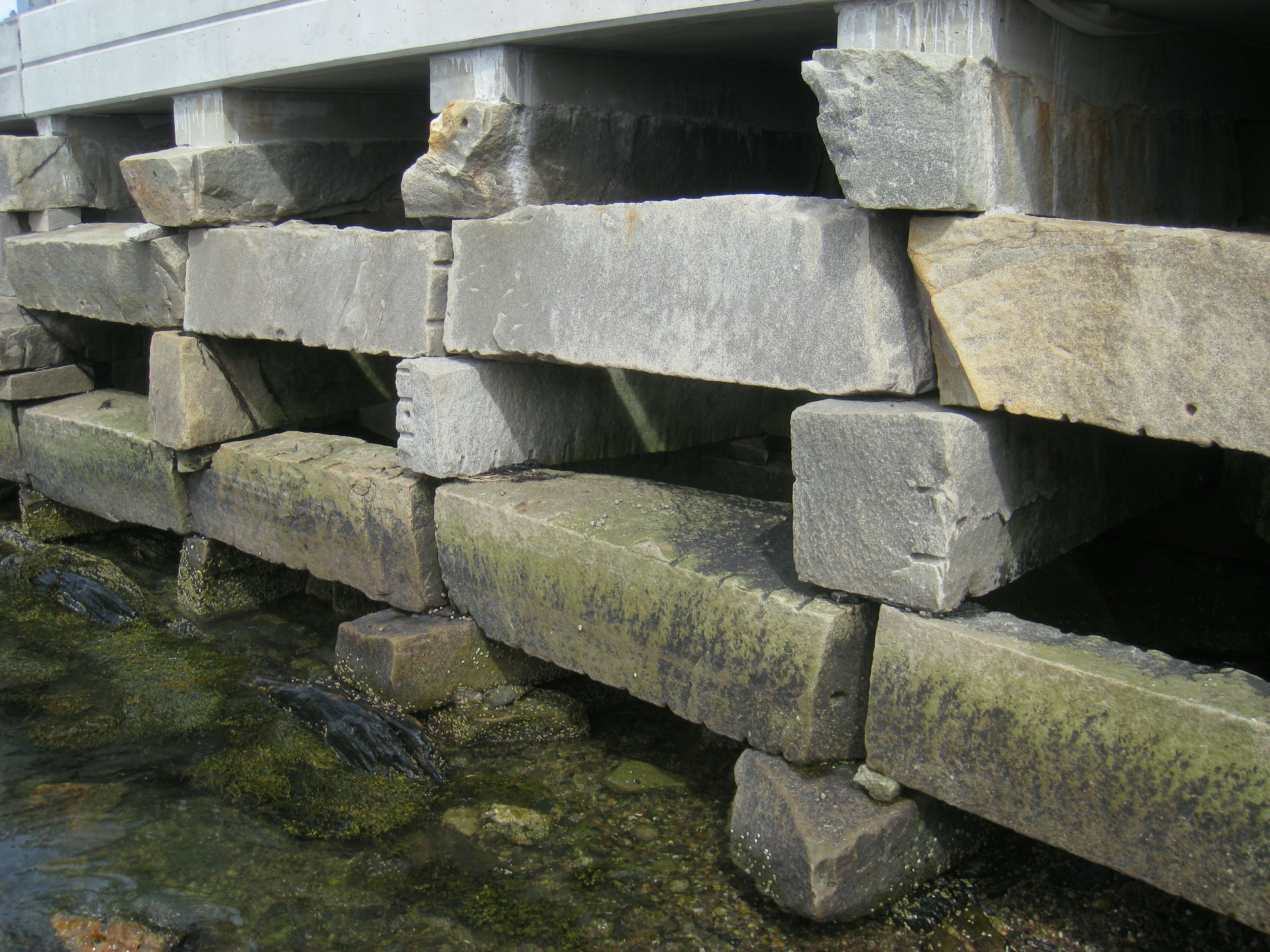
Bailey Island Bridge mit einem Stapel aus gekreuzten Granitblöcken

Holz als Baumaterial ist besonders geeignet, weil es kostengünstig, leicht beschaffbar und geeignet ist, sich in gewissen Grenzen zu verformen, ohne dabei zu bersten (elastomechanische Eigenschaften und Festigkeit). Hartholz kann mehr Last aufnehmen, als Weichholz. Aufgrund der niedrigeren Kosten für die Anschaffung wird in den meisten Fällen Weichholz wie Kiefer oder Fichte im Einsatzfall genutzt und zu Hartholz nur im Sonderfall oder für längerfristige Konstruktionen gegriffen. Beim THW hält die Bergungsgruppe mit dem Abstützsystem Holz größere Mengen geeignetes Material bereit.
Die Belastbarkeit von Holz kann überschlagsmäßig kalkuliert werden, um zu bestimmen, welche Kräfte der Kreuzholzstapel aufnehmen kann. Für trockenes Bauholz (Nadelschnittholz) der Güteklasse II (DIN 68365) bzw. Festigkeitsklasse C24 nach DIN EN 338 (Neu) können 2,5 N/mm2 bei Belastung senkrecht auf Druck angenommen werden. Zur Sicherheit (Unsicherheit bei Holztyp und -qualität im Einsatz) wird mit 2,0 N/mm2 (0,2 kN/cm2) gerechnet. Das entspricht einer Belastbarkeit von etwa 20 kg/cm2 (vgl. Newton als Maßeinheit der Kraft).

## Aufbau

Abmessungen Lastabtragpunkte (Rot) bei zwei Ebenen

Der Stapel wird aus gleichen Balken gebildet, die in jeder Lage um 90° gedreht werden (im Bild Grün und Braun). Es wird immer die breitere Seite als Auflagefläche genutzt. Bei schlechtem Untergrund kann es empfehlenswert sein, die unterste Lage vollständig mit Balken nebeneinander zu bedecken, um die Auflagefläche zu vergrößern. Die Balken werden mit der senkrechter Faserrichtung ausgerichtet. Es ist unbedingt darauf zu achten, dass die einzelnen Bohlen absolut lotrecht über der vorherigen Lage mit gleicher Orientierung liegen - andernfalls treten zusätzlich Biegekräfte in den Balken auf.
Während des Aufbaus angebrachte kleine Kanthölzer in den Ecken (Blau) erleichtern den exakten Aufbau. Eine nach dem Aufbau angebrachte diagonale Verschwertung (Rot) mit Brettern oder Lochband kann die Stabilität gegen Verrutschen erhöhen, trägt aber nicht zur Belastbarkeit bei. Den Abschluss zwischen Stapel und Last können gegeneinander gerichtete Keile bilden, um Höhendifferenzen auszugleichen.
Die senkrecht von oben einwirkende Last wird über die Kreuzungspunkte der einzelnen Lagen abgeführt. Je mehr Kreuzungspunkte es gibt, desto mehr Kraft kann der Stapel aufnehmen. Lediglich die Flächen der Lastabtragpunkte sind für die aufzunehmende Kraft relevant. Die maximale Höhe des Stapels ergibt sich aus dem dreifachen horizontalen Abstand der zwei äußeren Bohlen mit dem kleineren Abstand - im Bild: s. Die äußeren Bohlen der zweiten Ebene werden mit dem einem Abstand zum Rand (c) verlegt, der in etwa gleich der Breite (b) der schmaleren Seite eines Balken ist (wenn Balken mit unterschiedlichen Abmessungen verwendet werden).
Je nach Einsatzzweck kann es notwendig sein, den Stapel in Form eines flach liegenden "A" oder als Parallelogramm zu bauen. Es muss auch dabei auf die genau Ausrichtung übereinander geachtet werden. Die Größe der Auflagepunkte verändert sich dabei etwas, was aber vernachlässigt werden kann, da der Kreuzholzstapel genügend Reserve bei der berechneten Lastaufnahme bietet.

## Lastberechnung
Die mögliche Belastbarkeit des Stapels kann anhand der Druckbelastbarkeit des verbauten Materials und der Fläche der Lastabtragpunkte einer Ebene berechnet werden. Die Auflagefläche wird in Zentimeter angegeben und der Faktor 0,2 entspricht der oben genannten Druckbelastbarkeit für Bauholz
{\displaystyle F_{\text{ges}}=a\cdot b\cdot {\text{(Anzahl der Kreuzungspunkte in einer Ebene)}}\cdot 0{,}2}
Beispiel anhand der Abbildung: Für sechs Lastabtragpunkte mit jeweils 15 cm × 10 cm ergibt sich eine Belastbarkeit des ganzen Stapels von 180 kN (etwa 18 t).

## Alternative

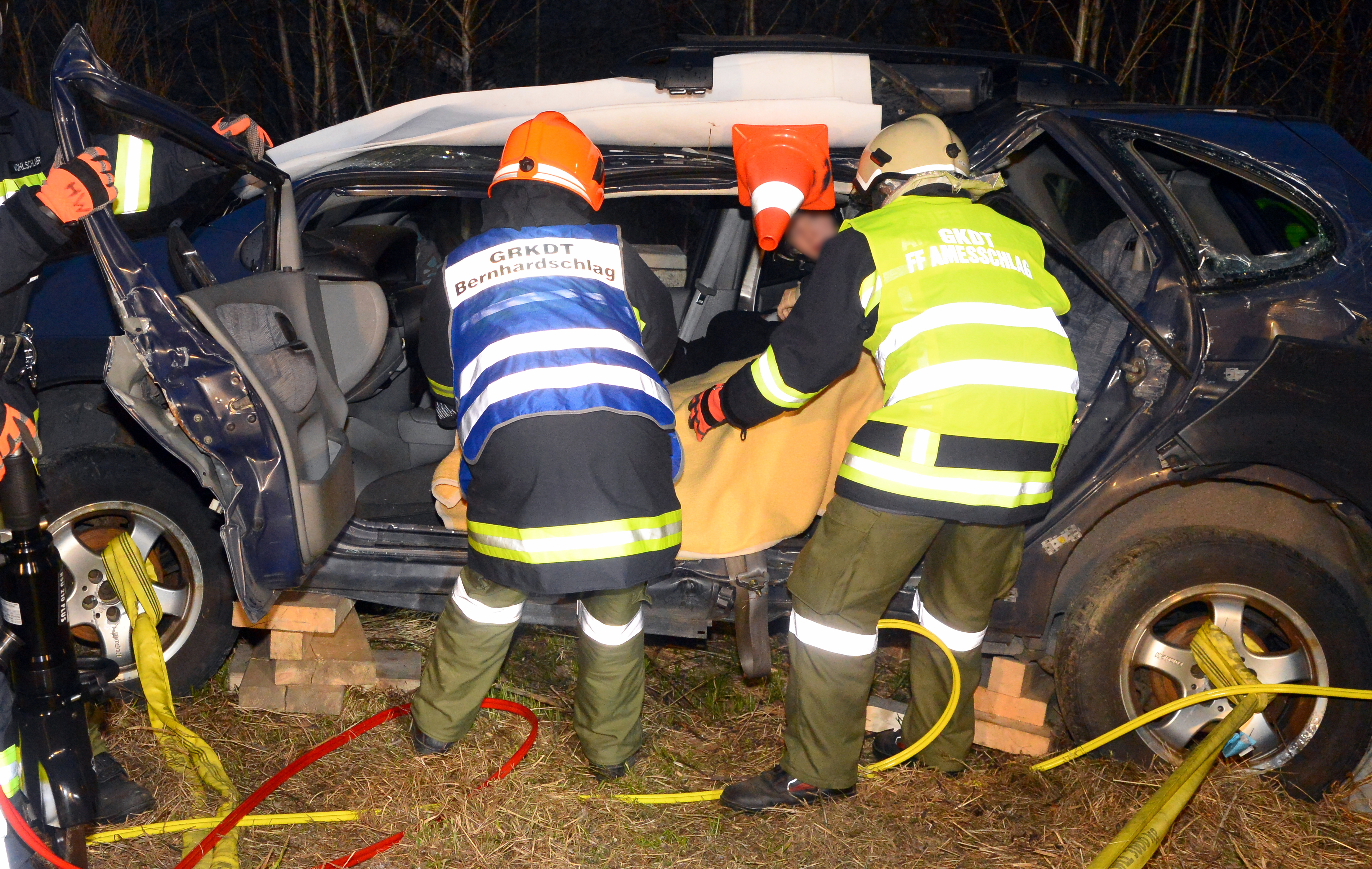
Ungünstig ausgeführte Unterbauung links: breites Brett über schmalem Kantholz, verschobene Bretter, lange Risse im Holz

Bei Einsätzen zur technischen Hilfeleistung wird häufig ein einfacher Stapel aus kleineren Kanthölzern oder Brettern benutzt, um Objekte (beispielsweise Fahrzeuge oder Bauteile) zu unterbauen, wenn sie mit Hebekissen, Hydraulikheber oder einem Hebesatz angehoben werden. Dies ist immer erforderlich, damit sie nicht wieder nach unten rutschen und dann Hilfskräfte oder Verletzte einklemmen oder durch die Lastbewegung andere Gefahren entstehen. Für diese kleinen Holzstapel gibt es oft mitgeführte Hartholz-Elemente in der Größe von ca. 20 cm × 20 cm und 5 cm dicke. Gelegentlich kommen auch spezielle Platten aus hartem Gummi zum Einsatz. Die Bauhöhe und Lastaufnahme ist hierbei limitiert und setzt eine sorgfältige Aufschichtung von groß zu klein (nach oben) voraus.
Eine sehr einfache Methode einen Kreuzholzstapel zu bauen, ist mit exakt übereinander gelegten Europaletten möglich. Es ist darauf zu achten, dass diese in Ordnung sind und den Vorgaben entsprechen. Die Holzklötze dürfen nicht aus Pressspan bestehen. Eine Palette bietet neun Lastabtragpunkte. Drei davon mit einer Fläche von 14,5 cm × 14,5 cm und sechs mit 14,5 cm × 10 cm. Insgesamt ergibt sich eine Fläche von 1500,75 cm2 und somit eine Belastbarkeit von 300,15 kN (gut 30 t).